# Olivier Vernon
Olivier Alexander Vernon (Miami, 7 ottobre 1990) è un giocatore di football americano statunitense che gioca nel ruolo di defensive end per i Cleveland Browns della National Football League. Fu scelto nel corso del terzo giro (72º assoluto) del Draft NFL 2012 dai Miami Dolphins. Al college ha giocato a football a Miami.

## Carriera professionistica

### Miami Dolphins
Vernon fu scelto dai Dolphins, squadra della sua città natale e dove aveva svolto l'università, nel corso del terzo giro (72º assoluto) del Draft 2012. Il 25 luglio firmò il suo contratto di 4 anni con la franchigia.
Olivier debutto come professionista nella settimana 1 contro gli Houston Texans, mettendo a referto un tackle. Nella settimana 6, Miami vinse la seconda gara consecutiva con Vernon che mise a segno due sack su Sam Bradford. La sua stagione da rookie si concluse giocando tutte le 16 partite, nessuna come titolare, con 31 tackle, 3,5 sack, un fumble forzato e un touchdown segnato il 28 ottobre contro i New York Jets dopo un punt bloccato.
Nella stagione 2013, ancora contro i Jets, Vernon contribuì alla netta vittoria dei Dolphins con 10 tackle e un nuovo primato personale di 2,5 sack, venendo premiato come miglior difensore della AFC della settimana. La sua seconda annata si concluse con 57 tackle e 11,5 sack disputando tutte le 16 partite, 14 delle quali come titolare

### New York Giants
Il 9 marzo 2016, Vernon firmò coi New York Giants un contratto di cinque anni del valore di 82,5 milioni di dollari. Nella prima stagione con la nuova maglia venne inserito nel Second-team All-Pro dopo avere terminato con un nuovo primato personale di 63 tackle e 8,5 sack Nel 2018 fu convocato per il suo primo Pro Bowl al posto dell'infortunato Khalil Mack.

### Cleveland Browns
Il 13 marzo 2019, Vernon fu ceduto ai Cleveland Browns, assieme ad Odell Beckham, in cambio di Jabrill Peppers, Kevin Zeitler e le scelte del primo e terzo giro del Draft NFL 2019.
Nell'undicesimo turno della stagione 2020 Vernon mise a segno 3 sack (di cui uno che forzò una safety) nella vittoria sui Philadelphia Eagles, venendo premiato come difensore della AFC della settimana.

## Palmarès
- Convocazioni al Pro Bowl: 1

2018
- Second-team All-Pro: 1

2016
- Difensore della AFC della settimana: 2

13ª del 2013, 11ª del 2020